# Fuchs-groep
In de wiskunde is een fuchs-groep en discete ondergroep van de groep {\displaystyle \mathrm {PSL} (2,\mathbb {R} )}, de 2×2 projectieve speciale lineaire groep over de reële getallen. Deze groep kan gezien worden als een groep van isometrieën van het hyperbolische vlak of van conforme transformaties van de eenheidsschijf of van het bovenste halfvlak.
Een fuchs-groep is een discrete ondergroep van de halfenkelvoudige lie-groep {\displaystyle \mathrm {PSL} (2,\mathbb {C} )}. 
Fuchs-groepen zijn door Henri Poincaré genoemd naar de Duitse wiskundige Lazarus Fuchs.
Fuchs-groepen worden gebruikt om fuchs-modellen van riemann-oppervlakken te construeren. In zekere zin doen fuchs-groepen voor de niet-euclidische meetkunde wat kristallografische groepen voor de euclidische meetkunde doen, maar de theorie is veel rijker. Sommige grafieken van Escher baseren zich op fuchs-groepen (voor het schijfmodel van de hyperbolische meetkunde).